# Grane (mytologi)
 For alternative betydninger, se Grane. (Se også artikler, som begynder med Grane)
Grane er i nordisk mytologi navnet på Sigurd Fafnersbanes trofaste hest, som han har fået af Odin. Grane er føl efter Odins egen hest Sleipner.
Sigurd rider på Grane gennem en mur af flammer for at fri til Brynhild for Gunnar Gjukeson. Der er også på Grane, at Sigurd fjerner den guldskat, som han stjal fra Fafner.